# Lea Michele
Lea Michele Sarfati (känd som Lea Michele), född 29 augusti 1986 i Bronx, New York, är en amerikansk skådespelare och sångare. 
Hon var tidigare mest känd för sin Broadwayroll som Wendla Bergman i Spring Awakening. För sin roll som Rachel Berry i musikalserien Glee har hon mottagit en Satellite Award och en Screen Actors Guild Award. I Glee spelar hon en ung tjej med höga ambitioner och stora Broadway-drömmar.
Michele medverkade i filmen New Year's Eve som hade premiär den 25 december 2011 i Sverige.

## Uppväxt
Michele föddes i stadsdelen Bronx i New York. Hon är enda barn till Edith och Marc Sarfati. Hennes mamma är italiensk-amerikan och romersk katolik, medan hennes far är spansk jude sefarder. Michele växte upp i Tenafly, New Jersey. Under de första åren i New York gick hon på Rockland Country Day School och sedan vidare på Tenafly High School.

## Karriär

### Scenroller
Michele gjorde sin Broadway-debut 1995 som ersättare till rollen Young Cosette i Les Misérables. Tre år senare fick hon rollen som Tatehs dotter, "the Little Girl", i Broadways originaluppsättning av Ragtime. 2004 spelade Michele Shprintze på Broadway i nypremiären av Fiddler on the Roof. Ytterligare två år senare, vid 20 års ålder, erhöll hon rollen som Wendla i originaluppsättningen av Spring Awakening som hade sin Broadway-premiär den 10 december 2006. Micheles motspelare i musikalen var Jonathan Groff, som senare kom att bli en av Lea Micheles motspelare i serien Glee.

### Böcker
Michele har också publicerat två böcker, Brunette Ambition (2014) och You First: Journal Your Way to Your Best Life (2015).

## Privatliv
Michele började arbeta med skådespelaren Cory Monteith 2008, när de fick rollen som kärleksintressen på Glee. I februari 2012 rapporterade media att de hade börjat dejta. De förblev tillsammans fram till hans död i juli 2013.
Michele hade ett förhållande med sin Glee-motspelare Cory Monteith från 2012 fram till hans död 13 juli 2013. År 2018 förlovade hon sig med Zandy Reich.

## Filmografi
- 2009–15 – Glee (TV-serie)
- 2011 – New Year's Eve
- 2015 – Scream Queens (TV-serie)